# Кобиле (Поморське воєводство)
Кобиле (пол. Kobyle) — село в Польщі, у гміні Стара Кішева Косьцерського повіту Поморського воєводства.
Населення — 281 особа (2011).
У 1975-1998 роках село належало до Гданського воєводства.

## Демографія
Демографічна структура станом на 31 березня 2011 року:
|          | Загалом | Допрацездатний вік | Працездатний вік | Постпрацездатний вік |
| -------- | ------- | ------------------ | ---------------- | -------------------- |
| Чоловіки | 157     | 50                 | 100              | 7                    |
| Жінки    | 124     | 29                 | 74               | 21                   |
| Разом    | 281     | 79                 | 174              | 28                   |